# Bhima
En el texto épico Majábharata, Bhima era el segundo de los hermanos Pándava.

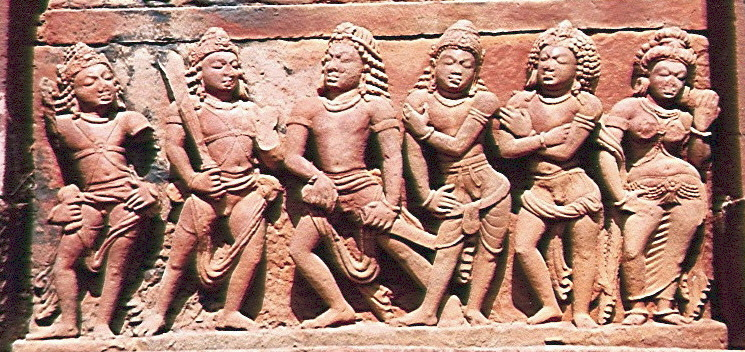
Los cinco Pándavas (de izquierda a derecha: Aryuna, Bhima, Iudistira, Nakula y Sajadeva) con Draupadi, la esposa de los cinco.

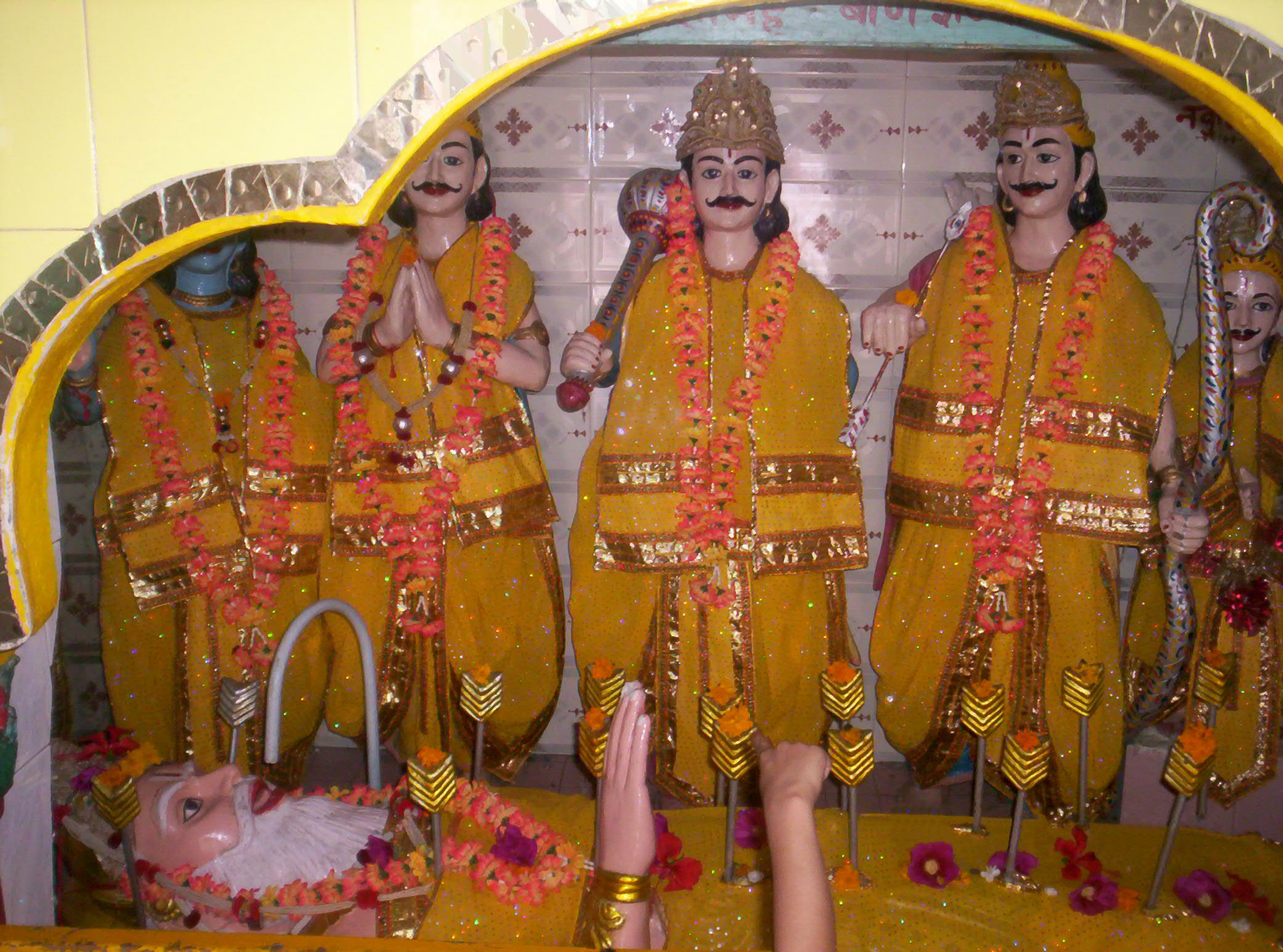
Bhima (en el medio, sosteniendo una maza sobre su hombro) con sus hermanos los Pándavas y con Krishná (apenas visible, de piel azul) despidiendo al abuelo Bhishmá. Templete en el Bhisma Kunda (la laguna que se formó cuando Aryuna extrajo del suelo de un flechazo a Gangá, la madre de Bhishmá), en Kurukshetra (India).

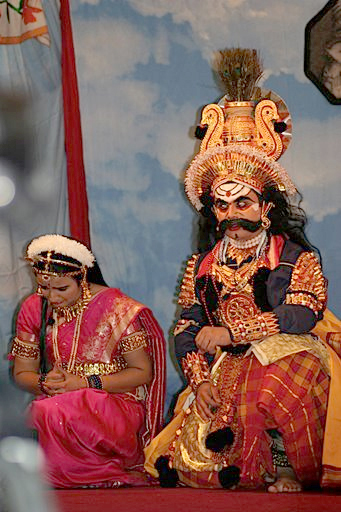
Bhima y Draupadi en iaksha-gana.

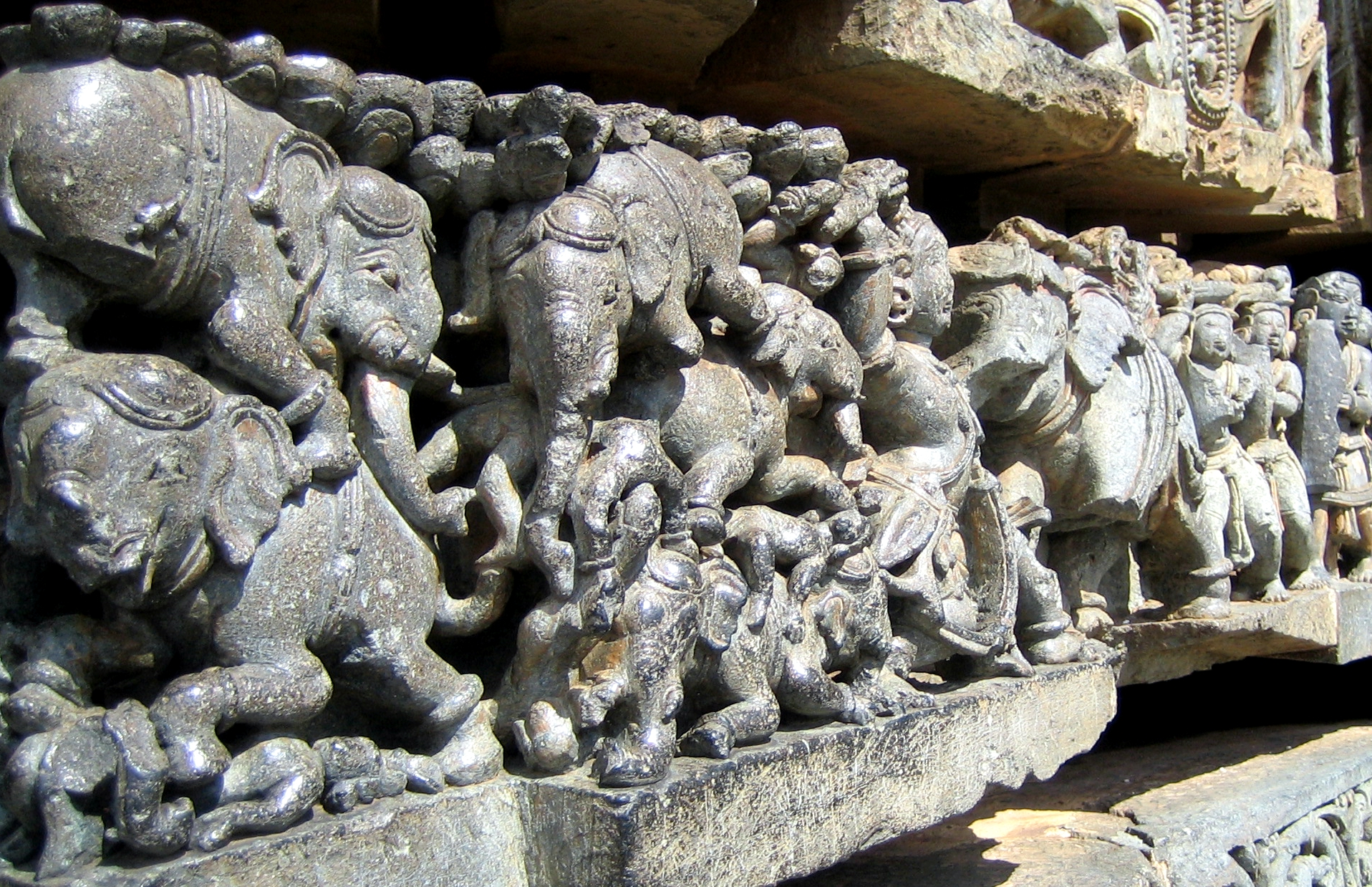
Según la leyenda, Bhima tenía la fuerza de mil elefantes. En esta escena de la batalla del Majábharata, Bhima mató a mil elefantes sin esfuerzo.

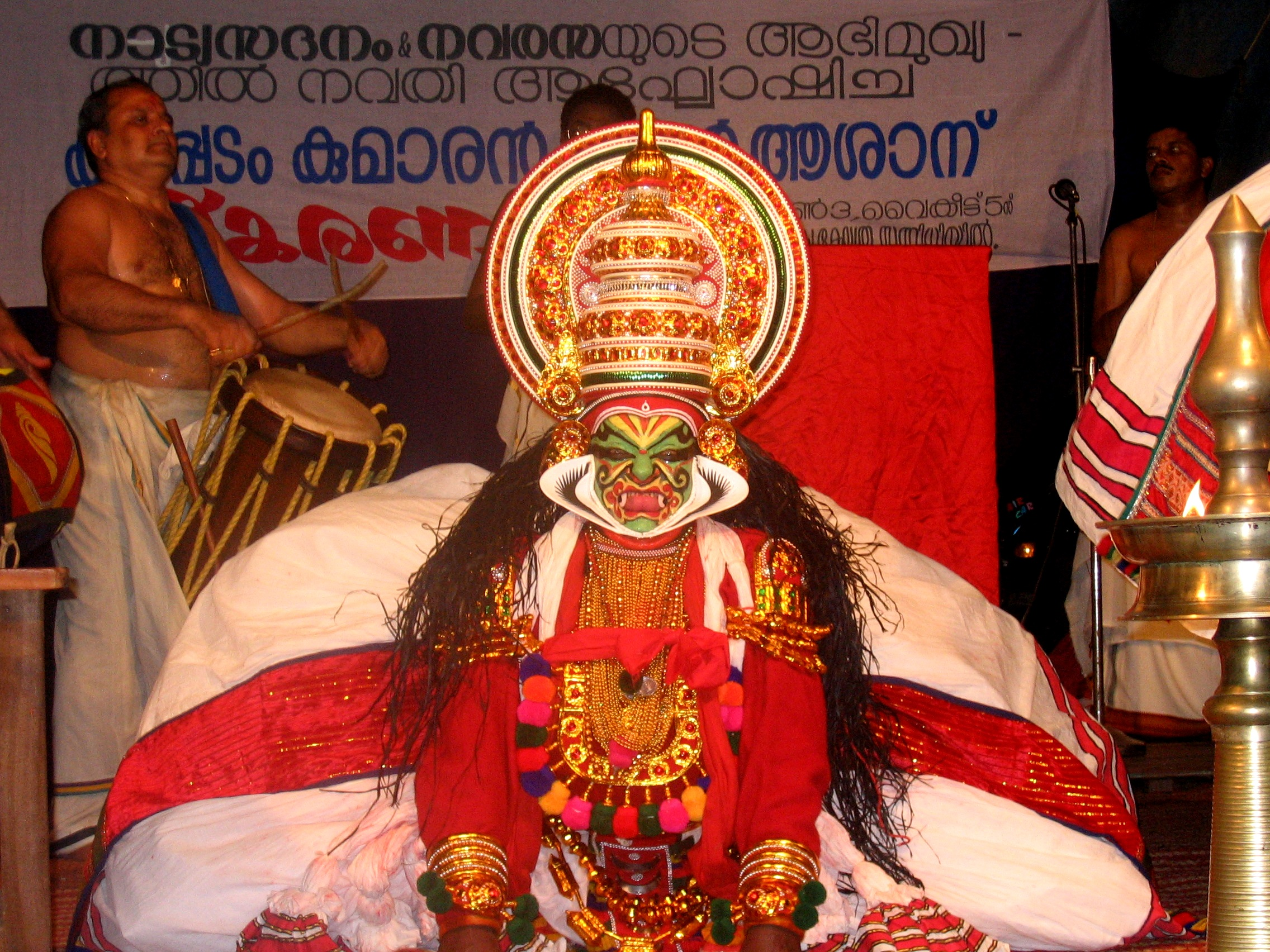
Fotografía (2005) de una obra de teatro Kathakali, llamada Duryodhana vadham (el asesinato de Duriodhana) realizado fuera del templo Sri Koodalmanikyam, en Irinjalakuda (Keralá). El actor Sadanam Krishnankutty hace de Raudra Bheema (el iracundo Bhima), inmediatamente antes de matar a Dushasana.

- bhīma, en el sistema AITS (alfabeto internacional de transliteración sánscrita).
- भीम, en escritura devánagari.

Era hijo de la reina Kunti con el dios Vaiu, pero como sus otros hermanos (hijos en realidad de los dioses Dharma, Indra y los dos Ashuin) el rey Pandu lo reconoció como hijo propio.
Su sitio de nacimiento se llamaba Ekachakra o Ekachakra Pura, que ahora se llama Kaivara.[cita requerida]
Se distinguía de sus hermanos por su gran estatura y fuerza.
Su fuerza legendaria es exagerada a lo largo de toda la obra.

De todos los que luchan con maza, no hay nadie igual a Bhima. Tampoco hay nadie que se le compare en la conducción de elefantes. En la lucha, ni siquiera Aryuna se le compara. Y en la fuerza de sus brazos, es igual a diez mil elefantes. Bien entrenado y activo, cuando se vuelve amargamente hostil, su rabia puede consumir a los Dhartarashtras en un instante. Siempre furioso, y fuerte de brazos, no puede ser derrotado en batalla ni por Indra mismo.
Viasa

## Leyenda de su infancia
Cuando era un bebé, estaba acostado en el regazo de su madre Kunti, que estaba sentada en una colina, cerca del borde de una barranca.
El rey Pandú estaba cazando a una cierta distancia.
De repente la reina escuchó muy cerca de ella el rugido de un tigre que la atacaba. Kunti dio un salto y corrió, perseguida por la bestia.
Pandú se dio cuenta del peligro que estaba corriendo su esposa y disparó un certero flechazo que se clavó en la garganta del tigre y lo mató.
La reina se dio cuenta de que el bebé había caído por el precipicio.
Llena de dolor bajó con su esposo a buscar los restos, pero encontraron a Bhima sano y salvo en el fondo del desfiladero.
La roca donde había golpeado con el cráneo estaba partida en dos.

## Matrimonios
Vivió escondiéndose con sus hermanos y su esposa durante su primer exilio.
En esa época se cruzó con el rakshasa (monstruo) Hidimba y la rakshasi (monstrua) Hidimbi.
Debido a la enemistad del rakshasha contra la gente del reino Kuru, Hidimba le pidió a su hermana Hidimbi que sedujera a Bhima y lo atrajera a una trampa.
Sin embargo, Bhima y Hidimbi se sintieron atraídos el uno al otro.
Bhima peleó y mató a Hidimba, y vivió durante un año en el bosque con Hidimbi.
Tuvieron un hijo, Ghatotkacha.
Junto con sus cuatro hermanos, Bhima estaba casado con la princesa Draupadī.
Antes de tener un hijo con ella, Bhima mandó hacer mil sacrificios soma.
Por eso el hijo que tuvo con Draupadi se llamó Sutasoma.
Bhima también obtuvo como esposa a la princesa Valandhara, hija del rey de Kashi, ofreció su propia fuerza como dote y tuvo un hijo llamado Sarvaga.
Bhima también se casó con la hermana de Sisupala (el rey de Chedi).

## Batallas de Bhima
Después del primer retorno de los Pándavas a las tierras de Kuru, Bhima desafió a Yarasandha (rey de Magadha), a una lucha cuerpo a cuerpo y lo mató.
Eso hizo posible que su hermano Iudistira completara el sacrificio rayasuia-iagñá.
Yudhisthira envió a Bhima con un ejército hacia los países orientales de la India porque esos reinos utilizaban elefantes de guerra, y Bhima era experto en manejar esos elefantes y en derrotarlos por medio de un ataque con mazas.
En esta expedición Bhima derrotó a muchos reinos, incluidos
- Chedi,
- Koshala,
- Kashi,
- Malla,
- Videja,
- Magadha,
- Anga,
- Vanga y
- las tribus hostiles de Panchala (que eran enemigos de su suegro, Drupada (rey de Panchala).

En el Majábharata, dos capítulos (2.28 y 2.29) se dedican a contar la expedición oriental de Bhima.

## En la Batalla de Kurukshetra
Bhima se sintió furioso cuando su hermano Yudistira (que padecía de ludopatía) se dejó atrapar en el juego de dados con el tramposo tío Shakuni y con su primo Duriodhana.
Cuando el malvado Dushasana trató de desnudar a Draupadí en la corte real, Bhima juró que un día lo mataría y bebería su sangre.
Durante el segundo exilio de los Pándavas, Bhima visitó Alakapuri y recibió las bendiciones del dios Kúbera.
Al final de su exilio en la corte del rey Virata, engordó y se disfrazó para actuar como el cocinero de palacio.
Bhima fue un gran general en la Batalla de Kurukshetra, segundo después de Dhristadyumna.
En los 18 días de la guerra fue el responsable de destruir 6 de los 11 aksaujini del lado de los enemigos Kauravas (o sea 1.705.860 hombres y 787.320 animales), lo cual se indica como testimonio de su poder físico.
En la batalla, su auriga fue Vishoka, uno de los hijos de rey Krishná con su esposa Trivakra (una de las 16.108 esposas del dios).
Durante la batalla, los Kauravas estaban aterrorizados por tener que enfrentar su fuerza, y enviaron elefantes a pelear contra él.
Todo un subcapítulo se dedica a describir las charlas ligeras que mantenían Bhima con Vishoka mientras mataba enemigos, como una manera de mostrar el poder que el escritor Viasa invistió en la persona de Bhima.
El arma que Bhima prefería era la maza, en cuyo uso era el guerrero más experto. Después de él seguían:
2) Balarāma (hermano de Krishná y maestro de Duriodhana en el arte marcial),
3) Yarasandha y
4) Duriodhana. No había ningún guerrero de maza digno de ser mencionado como quinto.
Entre las personalidades más importantes que mató en la guerra están
- Baka (rey de una raza caníbal)
- Kirmira (el hermano de Baka),
- Maniman (líder de los demonios iracundos del jardín de Kúbera)
- Jarasandha
- Dushasana.

También derrotó al poderoso gurú Drona rompiéndole su cuadriga ocho veces mientras Aryuna estaba tratando de encontrar y matar a Yaiadratha.
Perdió el encuentro personal con Karna; Karna lo derrotó pero no lo mató debido a la promesa que le había hecho a su madre biológica Kunti.
Durante la batalla, él mató a un elefante llamado Ashvatthama (igual que el hijo de Drona), lo cual permitió que los Pandavas difundieran la falsedad de que el hijo de Drona había muerto, lo que hizo que Drona bajara sus armas y fuera matado por Dhristadyumna.
Al final de la guerra, hirió a Duriodhana en un duelo personal, golpeándolo con un golpe ilegal de la maza debajo de la cintura.
En ese momento Balarāma (que era parcial hacia Duriodhana, su discípulo de maza) criticó a Bhima por el golpe tramposo, pero fue calmado por Krishná, su hermano.
Debido a una errónea concepción de respeto, Bhima no quiso matar a ningún mayor del lado de los Kauravas, que tan mal se habían comportado.
Al único que mató fue al rey de Bahlika (que era tío paterno del «abuelo virgen» Bhishmá).
Lo hizo únicamente a pedido de ese rey, que le pidió que lo matara para liberarlo del pecado de haber peleado a favor de los malvados Kauravas (Bahlika tuvo que pelear del lado erróneo debido a que su sobrino Bhishmá estaba de ese lado).

## Muerte de Bhima
Terminó sus días con sus hermanos, en el viaje suicida hacia los Himalayas.
Él fue el último en morir antes de Yudhisthira.

## Miscelánea
Dos personajes de la mitología hindú son grandes cocineros.
Uno es Bhima y el otro el rey Nala.
En la India se considera que Bhima es el inventor del famoso platillo aviyal.
Bhima es el único Pándava que constantemente señalaba las faltas de los demás, incluso si eran mayores o muy respetados.
Es muy sensible, y oscila entre emociones extremas de amor y odio.
Para solicitar ayuda para salvaguardar su honor, Draupadí recurría más a él que a sus otros esposos Pándavas (que estaban más pendientes de las tradiciones hinduistas); por ejemplo en el caso de la derrota de Duriodhana o del asesinato de Kichaka.
Su nombre representa alguien muy irascible o con un inmenso apetito.
Se dice que el apetito de Bhima era tan grande, que siempre quedaba con hambre, ya que no había suficientes granos en el mundo para satisfacer su estómago.
Por eso tenía una cintura muy delgada, y era llamado Vrikodara o ‘barriga de lobo’ (siendo vrika: ‘lobo’ y udara: ‘panza’) porque 1) los lobos tienen fama de ser muy hambrientos, y 2) porque los lobos parecen no tener barriga, incluso cuando están ahítos de comida.
Bhima también es infame por haber plantado las semillas del odio entre las dos ramas de la familia Kuru, ya que cuando eran niños, él golpeaba sin piedad a los primos Kurus cuando estos trataban de atacar a sus hermanos Pándavas.
Bhima también es condenado por su brutal asesinato de Dushasana, cuando abrió con sus dedos las costillas de su primo, le arrancó el corazón y bebió la sangre para cumplir su promesa ante Draupadi cuando esta fue desnudada en público por Dushasana.
Balarama en ese momento lo maldijo a ser recordado como un guerrero tramposo (maldición que no se cumplió, ya que solo es recordado en la India, y como uno de los personajes más amables y humanos de esa historia épica).
Más tarde Bhima le reveló a Gandhari (la esposa de Dushasan), que había tomado la sangre sin tragarla.